# مونکمارش
مونکمارش (به آلمانی: Munkmarsch) یک منطقهٔ مسکونی در آلمان است که در زیلت (مونیکیپالیتی) واقع شده‌است.